# Giro di Sardegna 1965
Il Giro di Sardegna 1965, ottava edizione della corsa, si svolse dal 2 al 7 marzo 1965 su un percorso di 1062 km, suddiviso su 6 tappe, con partenza da Cagliari e arrivo a Roma. La vittoria fu appannaggio del belga Rik Van Looy, che completò il percorso in 29h35'10", precedendo gli italiani Romeo Venturelli e Roberto Poggiali.

## Tappe
| Tappa  | Data    | Percorso              | km   | Vincitore di tappa | Leader cl. generale |
| ------ | ------- | --------------------- | ---- | ------------------ | ------------------- |
| 1ª     | 2 marzo | Cagliari > La Caletta | 256  | Rik Van Looy       | Rik Van Looy        |
| 2ª     | 3 marzo | La Caletta > Olbia    | 133  | Edward Sels        | Rik Van Looy        |
| 3ª     | 4 marzo | Nuoro > Sassari       | 170  | Rik Van Looy       | Rik Van Looy        |
| 4ª     | 5 marzo | Sassari > Oristano    | 206  | Rik Van Looy       | Rik Van Looy        |
| 5ª     | 6 marzo | Oristano > Cagliari   | 108  | Rik Van Looy       | Rik Van Looy        |
| 6ª     | 7 marzo | Civitavecchia > Roma  | 189  | Rik Van Looy       | Rik Van Looy        |
| Totale | Totale  | Totale                | 1062 |                    |                     |

## Dettagli delle tappe

### 1ª tappa
- 2 marzo: Cagliari > La Caletta – 256 km

Risultati
| Pos. | Corridore        | Squadra | Tempo    |
| ---- | ---------------- | ------- | -------- |
| 1    | Rik Van Looy     | Solo    | 4h35'55" |
| 2    | Romeo Venturelli | Bianchi | s.t.     |
| 3    | Edward Sels      | Solo    | a 5'15"  |

| Pos. | Corridore    | Squadra | Tempo |
| ---- | ------------ | ------- | ----- |
| 1    | Rik Van Looy | Solo    | ?     |

### 2ª tappa
- 3 marzo: La Caletta > Olbia – 133 km

Risultati
| Pos. | Corridore       | Squadra  | Tempo    |
| ---- | --------------- | -------- | -------- |
| 1    | Edward Sels     | Solo     | 3h38'49" |
| 2    | Adriano Durante | Ignis    | s.t.     |
| 3    | Jean Graczyk    | Ford Fr. | s.t.     |

| Pos. | Corridore    | Squadra | Tempo |
| ---- | ------------ | ------- | ----- |
| 1    | Rik Van Looy | Solo    | ?     |

### 3ª tappa
- 4 marzo: Nuoro > Sassari – 170 km

Risultati
| Pos. | Corridore    | Squadra  | Tempo    |
| ---- | ------------ | -------- | -------- |
| 1    | Rik Van Looy | Solo     | 5h26'21" |
| 2    | Edward Sels  | Solo     | a 9"     |
| 3    | Jean Graczyk | Ford Fr. | s.t.     |

| Pos. | Corridore    | Squadra | Tempo |
| ---- | ------------ | ------- | ----- |
| 1    | Rik Van Looy | Solo    | ?     |

### 4ª tappa
- 5 marzo: Sassari > Oristano – 206 km

Risultati
| Pos. | Corridore        | Squadra   | Tempo    |
| ---- | ---------------- | --------- | -------- |
| 1    | Rik Van Looy     | Solo      | 5h26'02" |
| 2    | Romeo Venturelli | Bianchi   | s.t.     |
| 3    | Vittorio Adorni  | Salvarani | s.t.     |

| Pos. | Corridore    | Squadra | Tempo |
| ---- | ------------ | ------- | ----- |
| 1    | Rik Van Looy | Solo    | ?     |

### 5ª tappa
- 6 marzo: Oristano > Cagliari – 108 km

Risultati
| Pos. | Corridore       | Squadra | Tempo    |
| ---- | --------------- | ------- | -------- |
| 1    | Rik Van Looy    | Solo    | 2h43'42" |
| 2    | Edward Sels     | Solo    | s.t.     |
| 3    | Adriano Durante | Ignis   | s.t.     |

| Pos. | Corridore    | Squadra | Tempo |
| ---- | ------------ | ------- | ----- |
| 1    | Rik Van Looy | Solo    | ?     |

### 6ª tappa
- 7 marzo: Civitavecchia > Roma – 189 km

Risultati
| Pos. | Corridore    | Squadra | Tempo    |
| ---- | ------------ | ------- | -------- |
| 1    | Rik Van Looy | Solo    | 5h00'02" |
| 2    | Edward Sels  | Solo    | s.t.     |
| 3    | Dino Zandegù | Bianchi | s.t.     |

| Pos. | Corridore        | Squadra | Tempo     |
| ---- | ---------------- | ------- | --------- |
| 1    | Rik Van Looy     | Solo    | 29h35'10" |
| 2    | Romeo Venturelli | Bianchi | a 1'49"   |
| 3    | Roberto Poggiali | Ignis   | a 8'34"   |

## Classifiche finali

### Classifica generale
| Pos. | Corridore         | Squadra            | Tempo     |
| ---- | ----------------- | ------------------ | --------- |
| 1    | Rik Van Looy      | Solo-Superia       | 29h35'10" |
| 2    | Romeo Venturelli  | Bianchi-Mobylette  | a 1'49"   |
| 3    | Roberto Poggiali  | Ignis              | a 8'34"   |
| 4    | Jacques Anquetil  | Ford France-Gitane | a 8'35"   |
| 5    | Aldo Moser        | Maino              | a 8'37"   |
| 6    | Armand Desmet     | Solo-Superia       | a 9'00"   |
| 7    | Vittorio Adorni   | Salvarani          | a 9'23"   |
| 8    | Edward Sels       | Solo-Superia       | a 14'14"  |
| 9    | Joseph Planckaert | Solo-Superia       | a 17'08"  |
| 10   | Franco Cribiori   | Ignis              | a 18'52"  |